# Route nationale 7 (Luxemburg)
Die Route nationale 7 (deutsch: Nationalstraße 7), kurz N 7, ist eine luxemburgische Nationalstraße und verläuft von  Luxemburg über Ettelbrück bis an die Grenze zu  Belgien am nördlichsten Zipfel Luxemburgs. Sie ist Teil der N  Europastraße 421.

## Aktueller Verlauf
Die N7 führt von Luxemburg Stadt  aus vom Brüsseler Platz über den Boulevard Royal zum Eicher Berg und von dort durch das Tal der Alzette nach Mersch. Von dort geht es über den Kopf des Roust nach Colmar-Berg und dann wieder durch das Tal der Alzette über Ettelbrück nach Diekirch.
Von der Kirche in Diekirch aus verlässt die Trasse das Sauertal und erreicht durch Bamerdall den Fridhaff. Von dort führt die N7 als Höhenstraße an Hobscheid vorbei, durch Hosingen, Hengescht und Weiswampach bis zur belgischen Grenze, wo sie in die belgische Nationalstraße  übergeht.

### Seitenäste der N7

#### N7A
Die N   verläuft in Ettelbrück auf der Avenue John Fitzgerald Kennedy und der Rue Prince Henri. Sie ist hier eine Einbahnstraße und ergänzt die N7. Sie ist aber als N7 beschildert.

#### N7B
Die N    verbindet in Diekirch die Rue du Herrenberg mit der dortigen Militäranlage.

#### N7C
Die N   verbindet zwischen Bissen und Colmar-Berg auf der Redelsbierg die Nationalstraßen 7 und 22.

## Historische Entwicklung
- Die Straße ist 1843 erstmalig als „Diekircher Straße“ bezeichnet worden und verlief ursprünglich von Luxemburg Stadt über Kruchten bis nach Diekirch. Sie hat damit die belgische Grande route de deuxième classe ersetzt;
- Bis in die 1940er Jahre ist die N7 von Mersch aus über Mösdorf und  Kruchten in Richtung Ettelbrück verlaufen, sie verläuft seitdem über Roost (die frühere N );
- Der Abschnitt der heutigen N7 zwischen Diekirch und der belgischen Grenze war bis 1958 die frühere N . In Ettelbrück – in dem Abschnitt der N7, der  heute als Einbahnstraße verläuft – hat die N  den Zugang zum Bahnhof Ettelbrück ermöglicht;
- Seit den 1960er Jahren wurden eine Reihe von Anpassungen am Verlauf der N7 durchgeführt, um den Verkehr flüssiger zu gestalten. So wurde die Trasse begradigt, nördlich von Diekirch wurden Abschnitte gebaut, die ein gefahrloses Überholen ermöglichen. Hinzu kommt, dass zwischen der Stadt Luxemburg und Diekirch die  und die Schnellstraße B7 gebaut wurden, um die N7 zu entlasten;
- In den 1960er Jahren ist die Strecke zwischen Ettelbrück und Ingeldorf neu angelegt worden, und die Schrankenanlage wurde außer Betrieb genommen;
- Die Traversée durch Ettelbrück wurde in den 1980er Jahren angepasst, und zahlreiche Kurven zwischen Fischbach in Heinerscheid, zwischen Heinerscheid  und Weiswampach ebenso wie zwischen Hosingen und Marnach wurden umgebaut, um den Abschnitt sicherer zu machen;
- 2001 ist die Unterführung in Bissen-Roost für den Verkehr freigegeben, und die Kreuzung mit dem CR 306 ist weggefallen;
- 2008 ist der Kléck – heutiger Verteiler, um auf die  zu fahren – umgebaut worden;
- per Gesetz vom 15. Dezember 2021 über die Reklassifizierung des Straßennetze sind in der Kommune Colmar-Berg 182 m vom vorgesehenen Abschnitt von der N7 zur Gemeindestraße herabgestuft worden.[2]

### Umfahrung von Hosingen
Um die Ortsdurchfahrt Hosingen (Kommune Parc Hosingen) vom Durchgangsverkehr zu entlasten, war bis Ende 2023 die Inbetriebnahme einer Umfahrung geplant, die westlich entlang des Ortes verlaufen sollte.
In Richtung Norden kreuzt sie den CR 324 und verläuft dann durch einen 470 Meter langen Tunnel unter dem Fluss „Beiresht“, um die Höhe des 342 zu erreichen, der in Richtung Rouderssen führt, um wieder auf die N7 zu münden.
Anfang 2021 wurde eine angepasste Version der 4,4 km langen Umgehungsstraße vorgestellt, die aus 2 × 2 Fahrspuren besteht und durch einen 320 m langen Tunnel führt.
Insgesamt wurden sechs Brücken gebaut, z. B. für den landwirtschaftlichen Verkehr.
Im Zuge des Baus der Umgehungsstraße wird auch die Kreuzung mit der 324  verlegt. Das Budget für die neue Straße beträgt 154,35 Millionen Euro, die Arbeiten sollen im 2022 beginnen und vier Jahre dauern. Das Finanzierungsgesetz wurde am 6. August 2021 verabschiedet.

### Transversale de Clervaux (Klerf)
Die im Bau befindliche N , die von der N7 nördlich von Marnach führt und eine diagonale Verbindung nach Westen zur N  darstellt, dient der Entlastung der N7 und sorgt gleichzeitig für eine bessere Anbindung der neuen Industriegebiete.
Nördlich von Klerf ist ein erster Abschnitt seit dem 10. Juni 2022 für den Verkehr geöffnet, der westliche Teil befindet sich noch im Bau.

### Erneuerung der N7
Im Jahr 2022 soll die Straße zwischen Friedhof und Hoscheid-Dickt umgebaut werden, um sie sicherer zu machen. Somit bleibt die derzeitige „Dreifachspur“ erhalten und es ist geplant, abwechselnd jeweils eine Spur und zwei Spuren in Gegenrichtung geben wird. Höhengleiche Übergänge werden entfernt und durch Brücken ersetzt. Darüber hinaus wird zwischen Hoscheid und Hoscheid-Dickt ein Radweg gebaut.
Das Budget für die Arbeiten beträgt 246,71 Millionen Euro, die Arbeiten haben 2022 begonnen und sind für den ersten Teil für eine Dauer von vier Jahren vorgesehen. Das Finanzierungsgesetz wurde am 6. August 2021 verabschiedet.

### Erhöhung der Verkehrssicherheit im Abschnitt um Bissen-Roost
Im April 2023 bestätigte der Minister für Mobilität François Bausch, dass bei Biissen-Roost „so schnell wie möglich“ drei Kreisverkehre auf einer Strecke von etwa 2 Kilometern gebaut werden sollen, um die Verkehrssicherheit auf dieser Strecke zu erhöhen.

## Bildergalerie

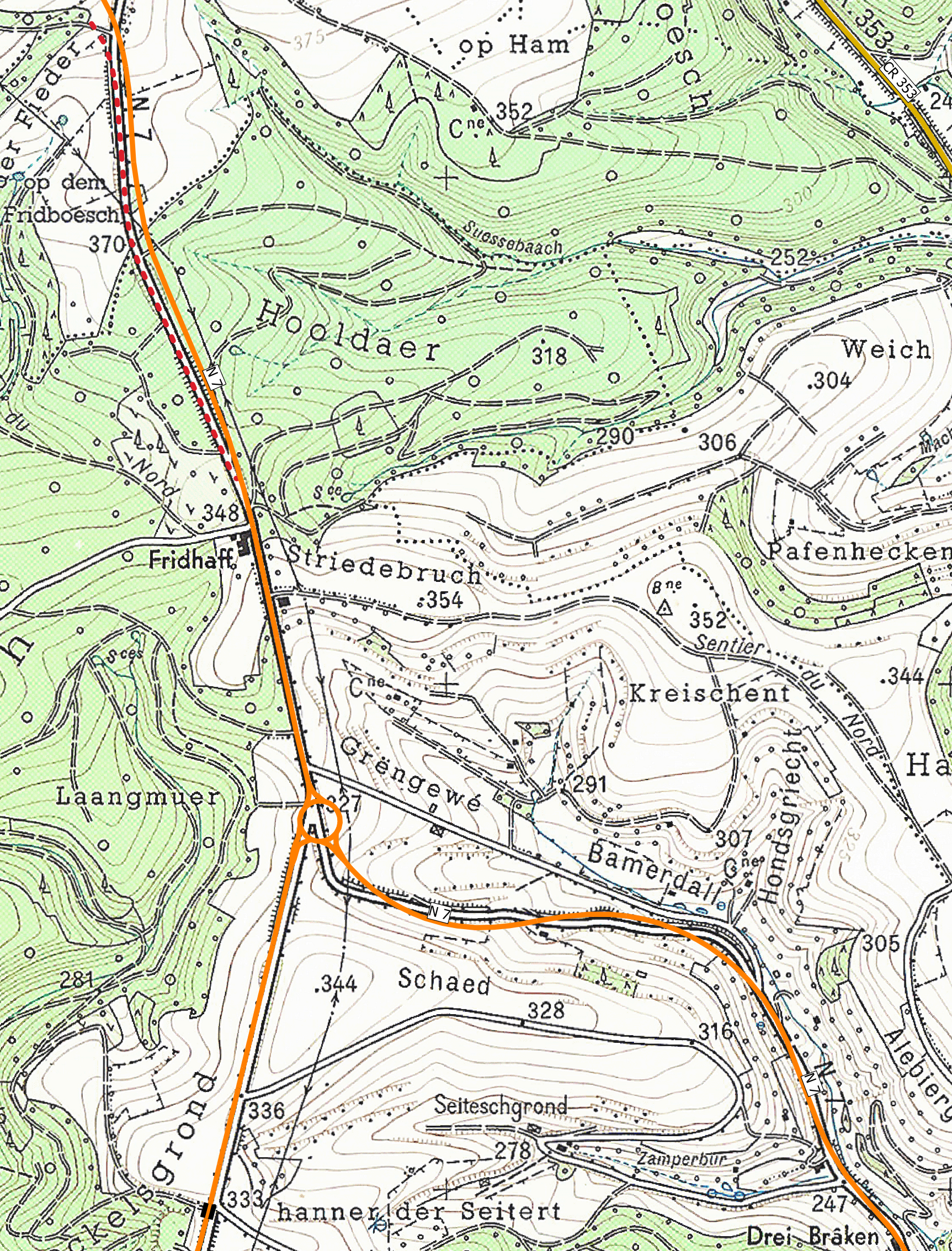
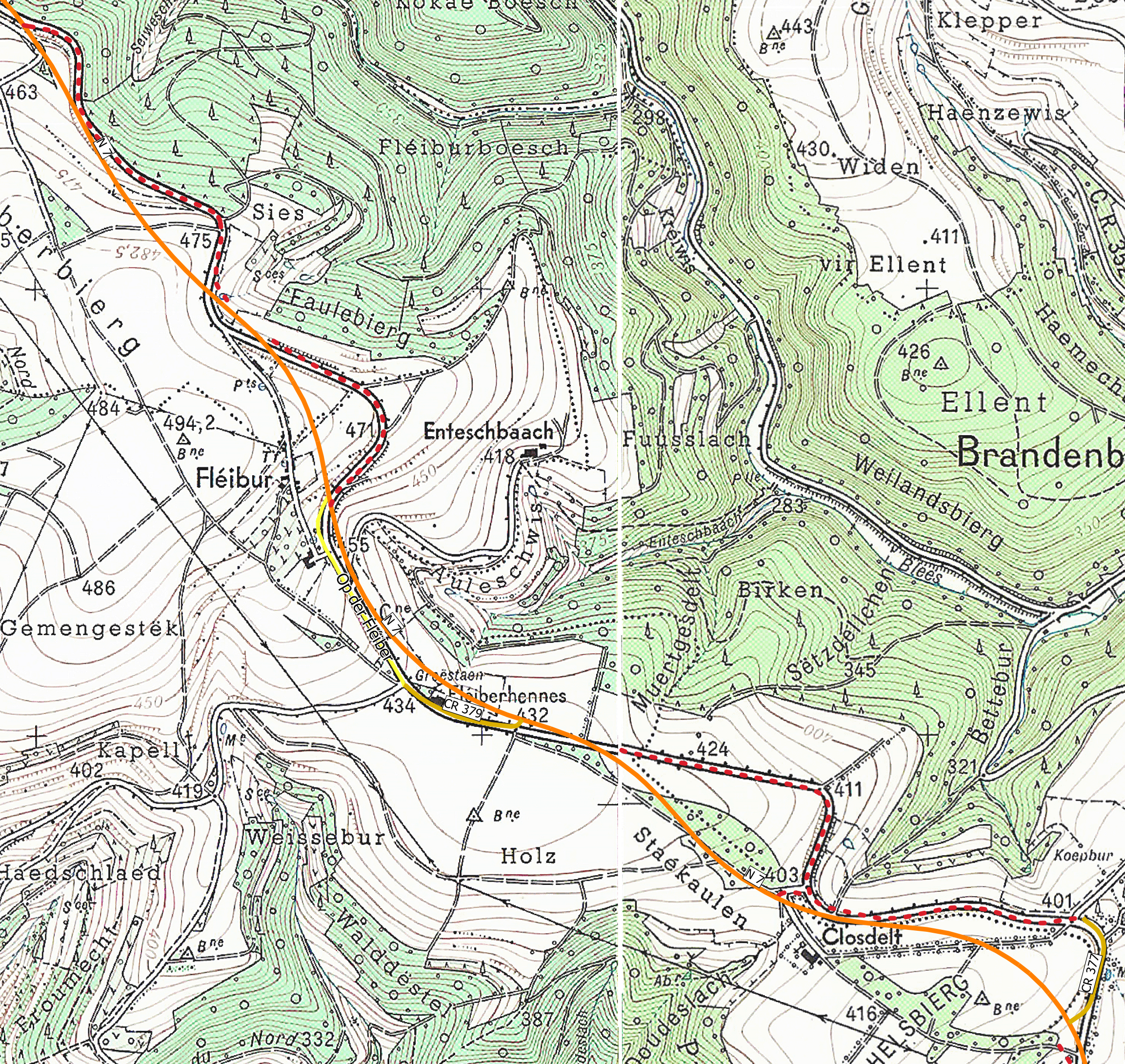
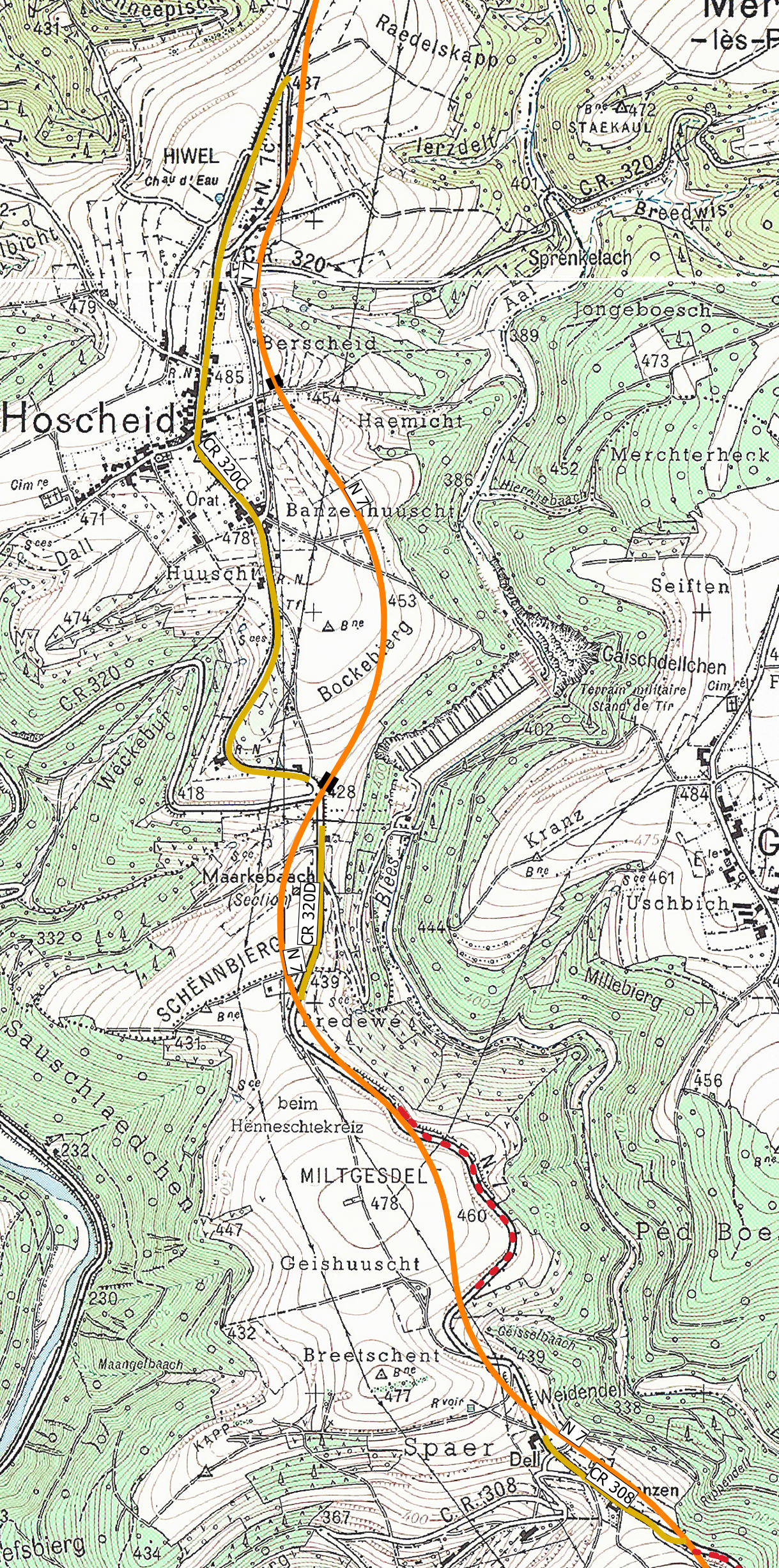
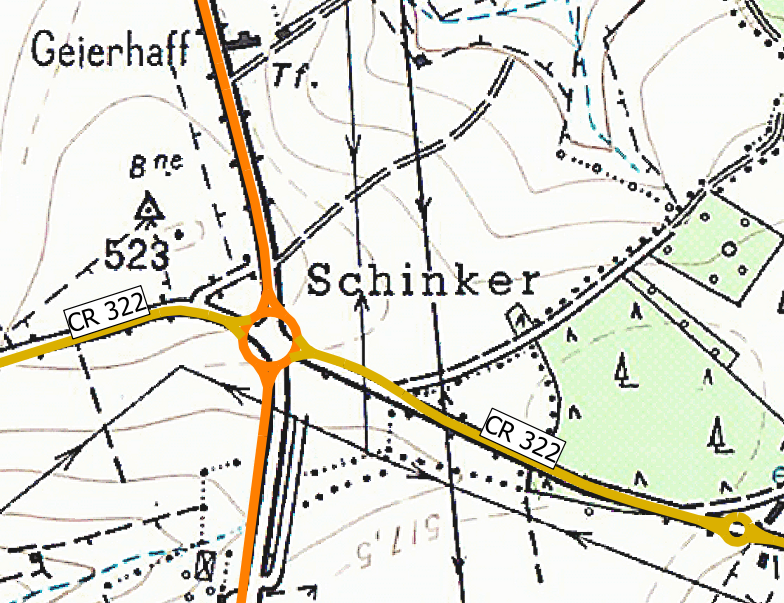
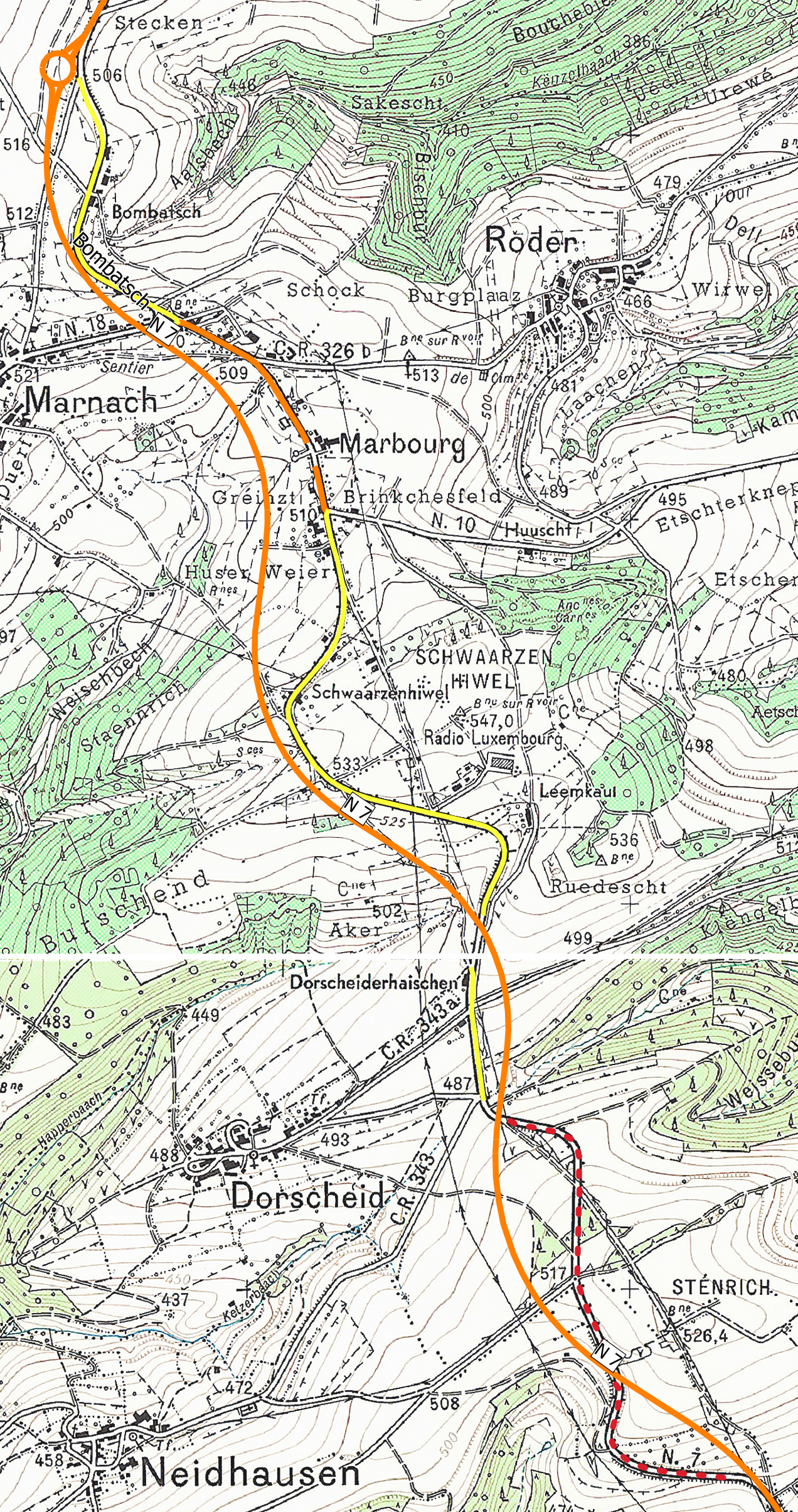
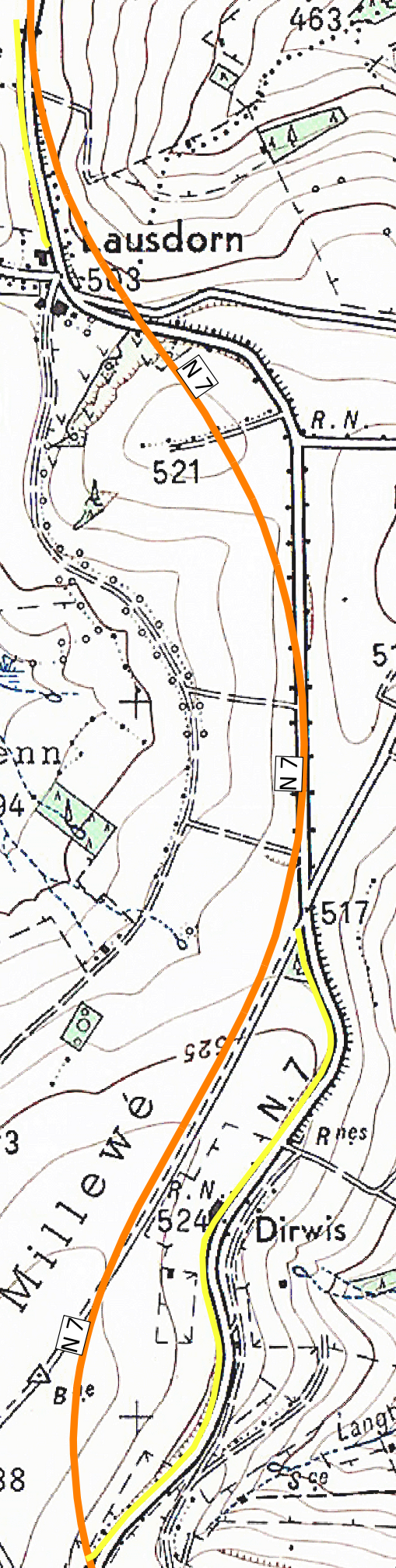